# Khirbat Umm Burj
Khirbat Umm Burj, aussi appelé Umm Burj ou Oumm Bordj, est un ancien village arabe palestinien qui se trouvait à 17 km au nord-ouest d'Hébron. Il occupait quelque 30 dounams sur la crête d'une colline, à environ 430 mètres au-dessus du niveau de la mer. Rattaché dans l'organisation de la Palestine mandataire au sous-district d'Hébron, il a perdu sa population pendant la guerre de 1948.

## Toponymie
D'après Edward Henry Palmer (en), Umm Burj signifie « la mère de la tour ». Selon les archéologues israéliens Amir Ganor et Boaz Zissu, Umm Burj pourrait être une corruption de Kefar Bish, nom d'un village juif du premier siècle ; mais ce point de vue s'oppose à celui de Samuel Klein, pour qui Kefar Bish se survit dans le nom de la ruine voisine de Khirbet al-Bis,.

## Histoire
Le site a été occupé dès l'âge du fer. Il s'y trouvait une grande nécropole, comprenant un lieu de culte (église ou synagogue), des bâtiments résidentiels et de nombreuses installations agricoles.  À la fin du dix-neuvième siècle, d'importants vestiges chrétiens sont repérés dans les environs. Un érudit finlandais, Aapeli Saarisalo, visitant le site d'Umm Burj au début du vingtième siècle, y identifie des ruines d'origines byzantine et arabe.

### Période ottomane

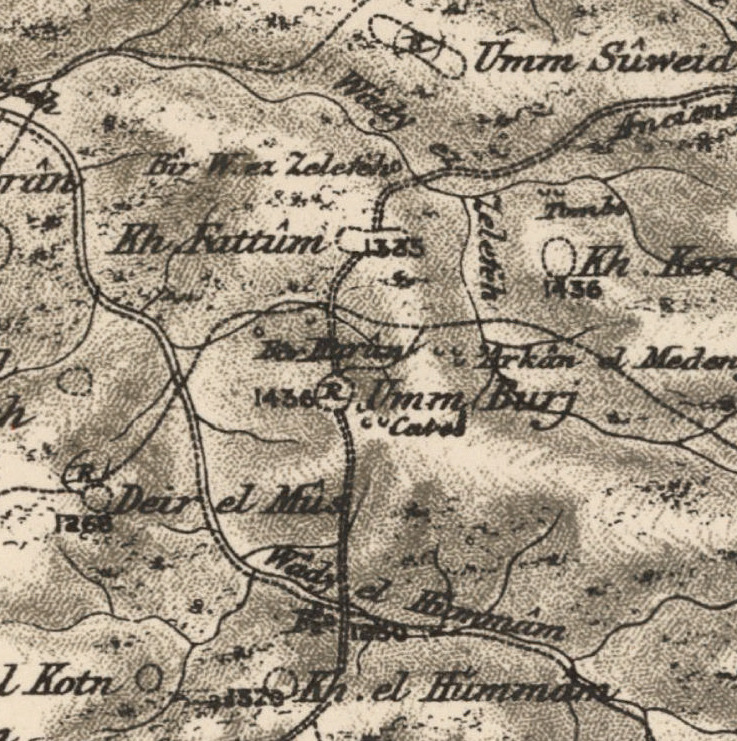
Khirbat Umm Burj et ses environs sur une carte des années 1870.

En 1838, Umm Burj est mentionné en tant que village, situé entre Gaza et les montagnes, mais relevant de la juridiction d'el-Khulil.
En 1863, Victor Guérin, étant passé à quelques kilomètres au nord, décrit, « sur une montagne, le village d'Oumm-Bordj, qui domine au loin la contrée ».
Une liste de villages ottomans établie vers 1870 lui attribue une population masculine de 150 hommes, et 25 maisons,.
En 1874, Charles Clermont-Ganneau relève à proximité du village la présence d'un puits appelé Bîr Hârûn, surmonté d'un appareil grossier et près duquel se trouvaient des auges creusées dans de gros blocs de pierre.
En 1883, le Survey of Western Palestine (en) du PEF décrit Umm Burj ainsi : « Un village en ruine, avec une tour centrale, qui n'est apparemment pas ancienne ; des grottes et des citernes alentour, et un puits ». Pour Walid Khalidi, l'hypothèse selon laquelle la tour ne serait pas ancienne pourrait être erronée.

### Mandat britannique

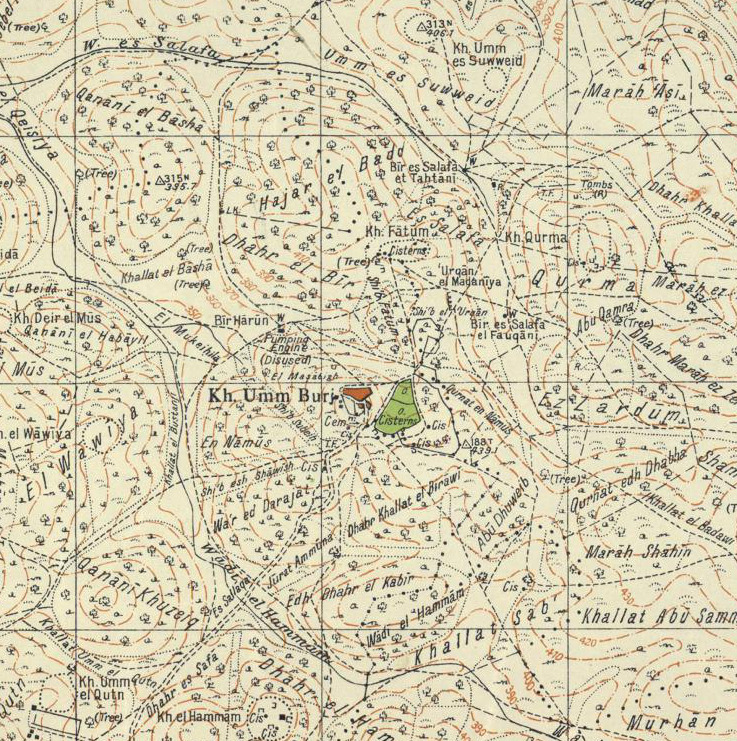
Khirbat Umm Burj et ses environs sur une carte des années 1940.

Selon le recensement de la Palestine de 1931, Umm Burj et Sanabra, classés dans le sous-district d'Hébron, comptaient ensemble une population de 119 musulmans, et un total de 26 maisons.
D'après les statistiques de 1945 (en), le village possédait une population de 140 musulmans, et 13 083 dounams de terre ;  sur ce total, 28 dounams étaient irrigués ou utilisés pour les plantations et 3 546 dounams exploités pour les céréales, tandis que 15 dounams étaient classés en zones bâties (urbaines).
Les villageois s'approvisionnaient en eau potable à trois puits situés aux abords nord du village.

### Guerre de 1948 et État d'Israël
La date et les circonstances du dépeuplement du village, au cours de la guerre israélo-arabe de 1948, ne sont pas connues avec précision. À l'issue des hostilités, les ruines d'Umm Burj sont restées sous contrôle israélien, selon les termes des accords d'armistice de 1949 entre Israël et la Jordanie. Aujourd'hui, le site se situe dans le parc de France-Adullam (en) .
Le moshav de Nehusha s'est créé en 1955 sur d'anciennes terres d'Umm Burj, à l'ouest du site du village. Fermé en 1968, il s'est rouvert en 1981.

## Archéologie
Dans les années 1995-2012, des recherches archéologiques de terrain ont été menées à Khirbet Umm Burj pour le compte de l' Autorité des antiquités d'Israël. Elles ont conduit à la découverte de deux églises byzantines et d'une inscription juive gravée sur le montant de la porte d'une chambre souterraine insérée dans un système de tunnels secrets. Les activités archéologiques se sont poursuivies au nom de l'Autorité en 2013 et en 2014.